# Pisa Sporting Club 1974-1975
Questa voce raccoglie le informazioni riguardanti il Pisa Sporting Club nelle competizioni ufficiali della stagione 1974-1975.

## Rosa
| N. |                   | Ruolo | Calciatore         |
| -- | ----------------- | ----- | ------------------ |
|    | Italia (bandiera) | C     | Antonio Baldoni    |
|    | Italia (bandiera) | C     | Giovanni Botteghi  |
|    | Italia (bandiera) | D     | Claudio Cianchetti |
|    | Italia (bandiera) | A     | Maurizio Frendo    |
|    | Italia (bandiera) | D     | Roberto Gasparroni |
|    | Italia (bandiera) | D     | Enzo Giani         |
|    | Italia (bandiera) | A     | Luca Giannini      |
|    | Italia (bandiera) | A     | Emo Giannotti      |
|    | Italia (bandiera) | D     | Piero Gonfiantini  |
|    | Italia (bandiera) | P     | Corrado Leardi     |
|    | Italia (bandiera) | D     | Massimo Luperini   |

| N. |                   | Ruolo | Calciatore        |
| -- | ----------------- | ----- | ----------------- |
|    | Italia (bandiera) | C     | Andrea Mattolini  |
|    | Italia (bandiera) | C     | Antonio Montosi   |
|    | Italia (bandiera) | A     | Fausto Nosè       |
|    | Italia (bandiera) | D     | Tiberio Palla     |
|    | Italia (bandiera) | D     | Fabrizio Rapalini |
|    | Italia (bandiera) | D     | Nino Sansone      |
|    | Italia (bandiera) | D     | Maurizio Scotto   |
|    | Italia (bandiera) | A     | Oreste Talini     |
|    | Italia (bandiera) | A     | Nevio Vinciarelli |
|    | Italia (bandiera) | A     | Maurizio Zanotti  |